# 박만 (법조인)
박만(朴滿, 1951년 ~ )은 대한민국의 법조인이며, 방송통신심의위원회 위원장을 역임하였다. 

## 약력
- 인천창영초등학교
- 제물포고등학교
- 서울대학교 법학과 졸업
- 사법 고시 21회(사법연수원 11기 수료)
- 대검찰청 수사기획관
- 서울중앙지검 1차장검사
- ~ 2005년 4월, 수원지검 성남지청장
- KBS 이사
- 법무법인 여명 대표변호사
- 2011년 5월 ~ 2014년 6월 방송통신심의위원회 위원장

## 특기 사항
- 검사로 재직하던 시절에는 송두율 교수 사건 등을 담당하였다.[1][2]
- 박만 위원장은 한국방송공사 이사회의 이사로 재직하던 중 정연주 사장의 해임 제청안에 찬성하였다.
- 박만 위원은 대통령의 추천으로 방송통신심의위원회 위원이 되었으며, 2011년 5월 9일 2기 위원회 전체 회의에서 위원장에 선출되었다.